# Hinterberg (Gemeinde Peggau)
Hinterberg ist ein Ortsteil der Marktgemeinde Peggau im Bezirk Graz-Umgebung in der Steiermark.

## Ort
Der Grund wurde  mehrheitlich von der Familie Sager und dem Stift Vorau besessen. Ein großer Teil ist nach wie vor im Besitz des Stiftes Vorau und wird nur verpachtet. Hinterberg liegt südlich der Peggauer Wand und ist heute größter Wohnteil der Gemeinde Peggau. Rund 1200 Einwohner leben im Ortsteil. Sportplatz und Cafe Hinterberg sowie Supermarktketten bilden den gesellschaftlichen und kaufmännischen Mittelpunkt.

## KZ-Außenstelle des KZ Mauthausen
Von 17. August 1944 bis 2. April 1945 wurde auf einem enteigneten Grundstück des Stifts Vorau bei Hinterberg eine Außenstelle des KZ Mauthausen eingerichtet. Am Fuße der Peggauer Wand wurde eine Stollenanlage zur unterirdischen Verlagerung von Teilen der Flugzeugteile- und Panzerherstellung des Werks Thondorf der Steyr-Daimler-Puch AG in Betrieb genommen. 1955 wurde ein Mahnmal errichtet und am 24. März 2006 eine Gedenkstätte  eingeweiht.(47° 11′ 53,7″ N, 15° 21′ 34,4″ O)